# شیزوفیلوم برزن
شیزوفیلوم برزن یک گونه بسیار معروف از سرده شیزوفیلوم است. این قارچ چتری در تمام قاره‌های جهان به جز قطب جنوب پراکندگی دارد.

## ژنتیک
ژن شیزوفیلوم برزن در سال ۲۰۱۰ توالی یابی شد.

## نگارخانه

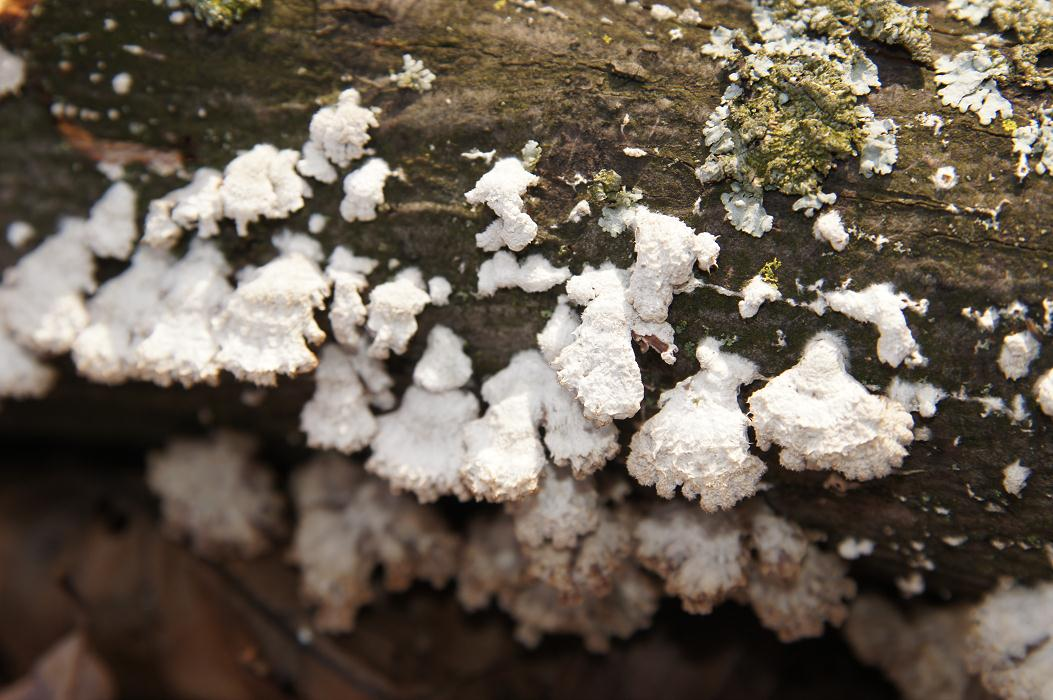
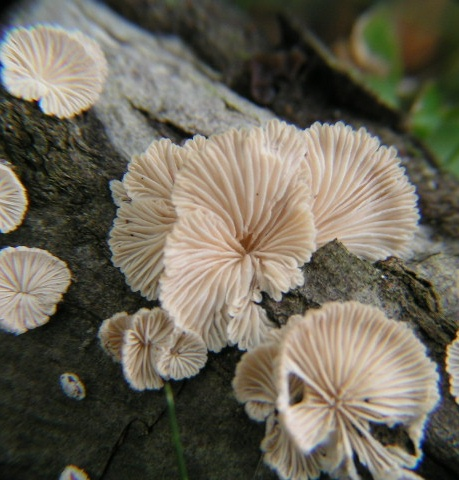
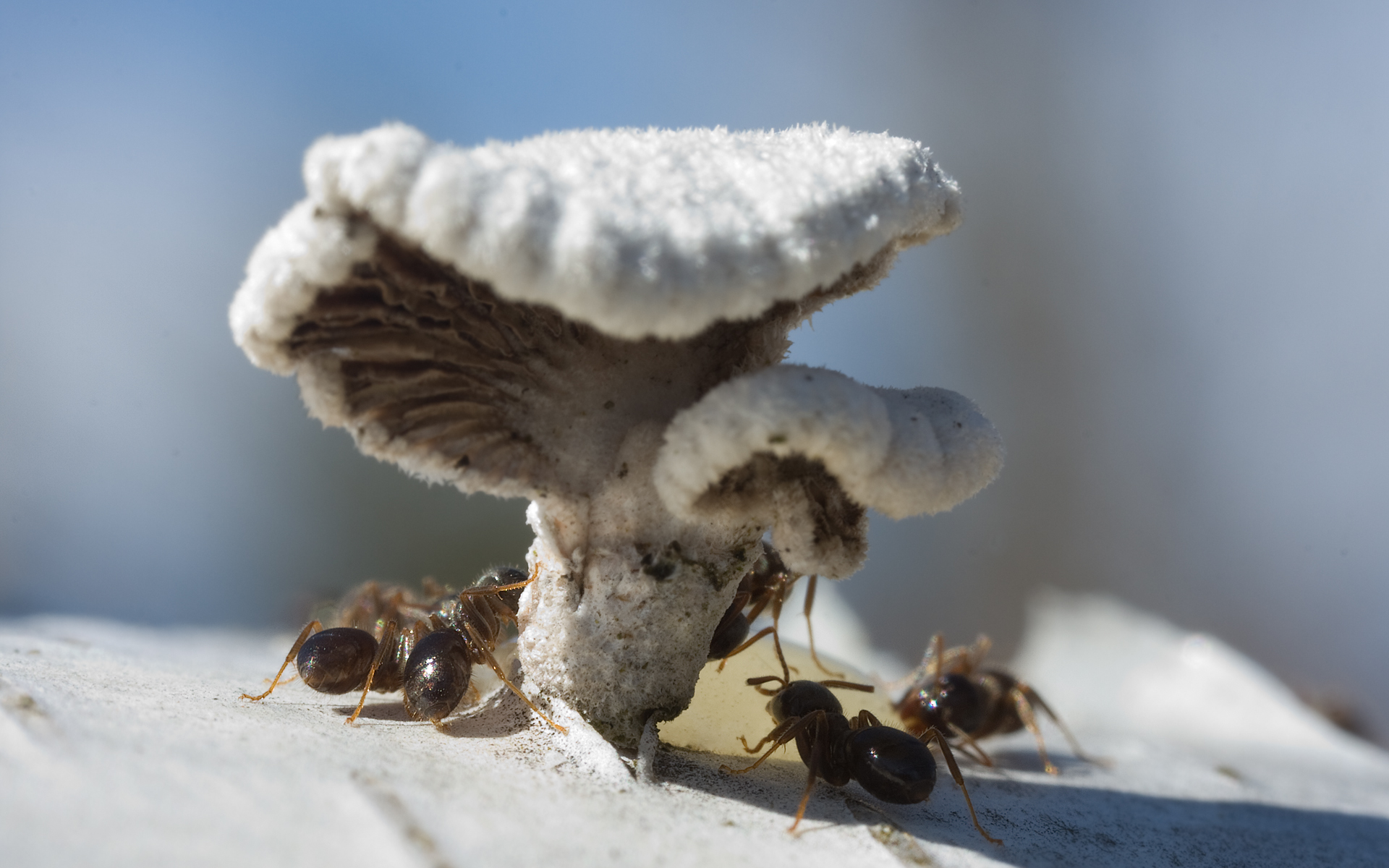